# Baba Yetu
"Baba Yetu" er en sang af den amerikanske komponist Christopher Tin. Den blev komponeret i 2005, efter spildesigneren Soren Johnson, Tins tidligere værelseskammerat fra Stanford, bad ham om at lave kendingsmelodien til Civilization IV. Den er sunget af Ron Ragin og studentergruppen Stanford Talisman. Ved genudgivelsen på Tins debutalbum Calling All Dawns blev den sunget af Ron Ragin og det sydafrikanske Soweto Gospel Choir, og udført af Royal Philharmonic Orchestra.
I 2011 blev sangen det første computerspilmusik til at vinde en Grammy Award, i kategorien Best Instrumental Arrangement Accompanying Vocalist(s).

## Sangtekst
Teksten til Baba Yetu er Fader vor på swahili:
| Baba yetu, yetu uliye Mbinguni yetu, yetu amina! Baba yetu yetu uliye M jina lako e litukuzwe.                                                                               |
| Utupe leo chakula chetu Tunachohitaji, utusamehe Makosa yetu, hey! Kama nasi tunavyowasamehe Waliotukosea usitutie Katika majaribu, lakini Utuokoe, na yule, muovu e milele! |
| Ufalme wako ufike utakalo Lifanyike duniani kama mbinguni. (Amina) |